# Divizia A (rugby)
Divizia A este al treilea eșalon valoric al rugby-ului în România. Este organizată în fiecare an de Federația Română de Rugby. Este alcătuită din șapte cluburi.

## Format
Din 2011 cel de-al treilea  eșalon se va numi Divizia A, care va reuni la start 10 echipe din Divizia A, ediția 2010 (de la locul 5 in jos). Echipele din Divizia A vor juca și ele două tururi și două retururi (16 etape). Primele două echipe din fiecare grupă vor disputa baraj de promovare in Divizia Națională, după sistemul locul 1 din grupa A cu locul 2 din grupa B, și locul 2 din grupa A cu locul 1 din grupa B.

## Echipe
| București CFR CSU Brașov CSM Sibiu CS Mănăștur CSR Callatis Mangalia Echipe din București CS Metrorex CS Sportul Studențesc RC Grivița Localizarea cluburilor | La ediția 2015-2016 a Diviziei Naționale de rugby participă șapte cluburi. Grupa Vest: - CFR CSU Brașov - CS Mănăștur - CSM Sibiu Grupa Est: - RC Grivița Roșie București - CS Metrorex București - CS Sportul Studențesc București - CSR Callatis Mangalia |

### Campionii pe ani
- 2009-2010     -  Stejarul Buzau (seria Est),
 CS Olimpia (Centru),
 CSS 2 Siromex Baia Mare (Vest)
- 2015-2016     -  RC Grivița București
- 2016-2017     -  RC Grivița București
- 2017-2018     -  RC Grivița București[2]